# George Frederic Watts

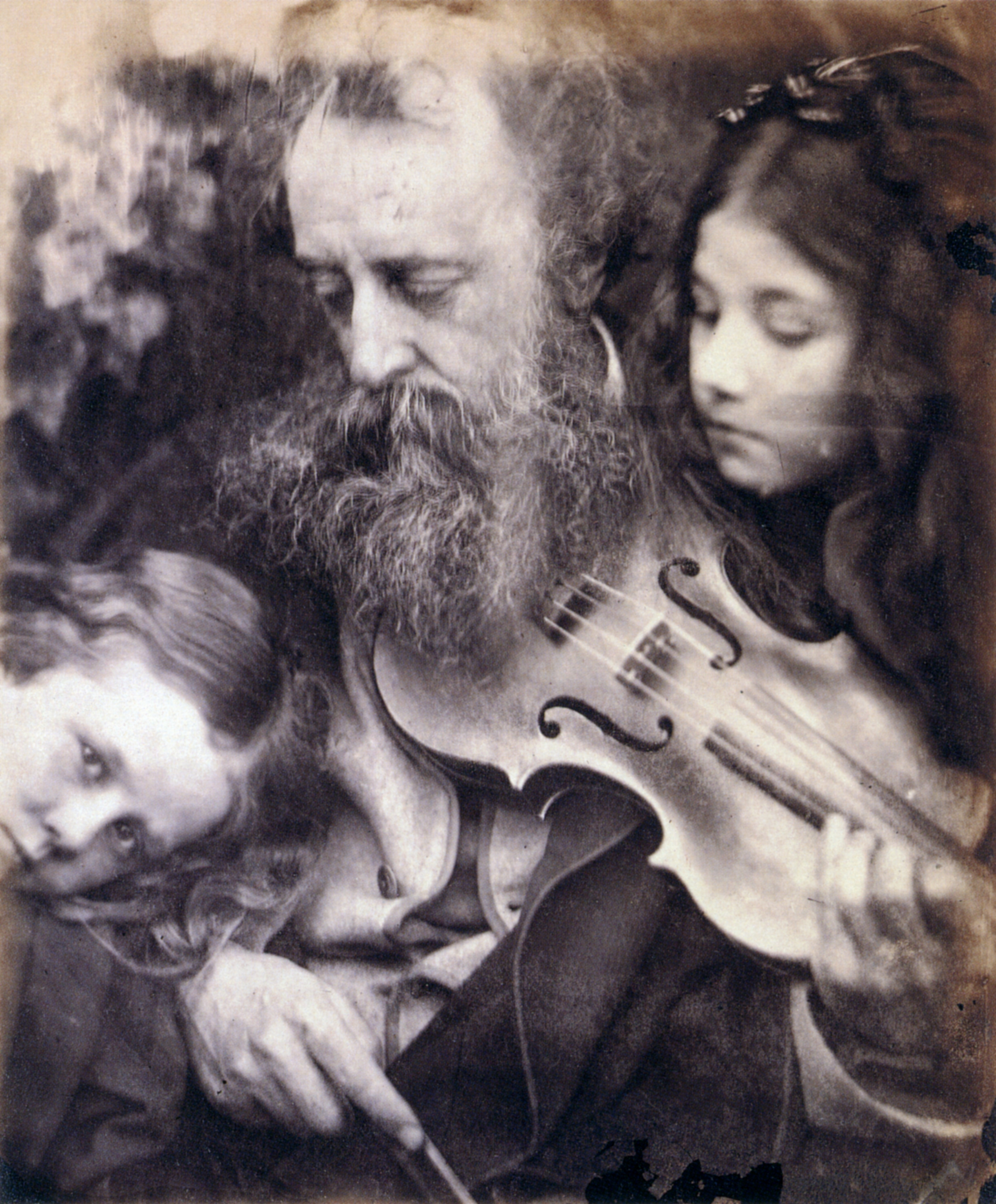
The Whisper of the Muse (1865), George Frederic Watts door Julia Margaret Cameron, J. Paul Getty Museum, Los Angeles

George Frederic Watts (Londen, 23 februari 1817 - Compton, 1 juni 1904) was een Engels kunstschilder en beeldhouwer. Hij werd beroemd door zijn historische, mythologische en allegorische, door Italiaanse meesters geïnspireerde schilderwerken, maar ook door zijn portretten en classicistische beeldhouwwerken. Hij wordt wel gerekend tot de academische kunst en geassocieerd met de prerafaëlieten.

## Leven en werk
Watts werd geboren in de Londense wijk Marylebone als zoon van een arme pianomaker en diens tweede vrouw. Zijn moeder overleed toen hij nog jong was en, omdat hij een zwakke gezondheid had, werd hij thuis geschoold door zijn vader. Deze voedde hem op in de christelijke traditie, maar liet hem ook kennismaken met de klassieke oudheid, thema's welke ook later in zijn werk herkenbaar zouden blijven.
Al op jonge leeftijd toonde Watts zijn artistieke aanleg. Reeds op zijn tiende leerde hij beeldhouwen en kort daarna begon hij ook met schilderen. Op zijn achttiende werd hij uiteindelijk toegelaten als student op de Royal Academy of Arts, waarna hij een carrière begon als schilder van historische taferelen en al snel ook als portretschilder. In 1843 won hij een belangrijke prijs, welke het hem mogelijk maakte om een studiereis naar Italië te bekostigen, alwaar hij de meesters van de Venetiaanse school, Michelangelo, Raphael en Giotto bestudeerde. Uiteindelijk keerde hij pas in 1847 terug naar Londen, waar hij een studio opende en kwam te verkeren in bohemer kringen. In 1852-1853 maakte hij opnieuw een Italiaanse reis en kwam daar onder invloed van Titiaan. In 1856-1857 reisde hij naar Griekenland.

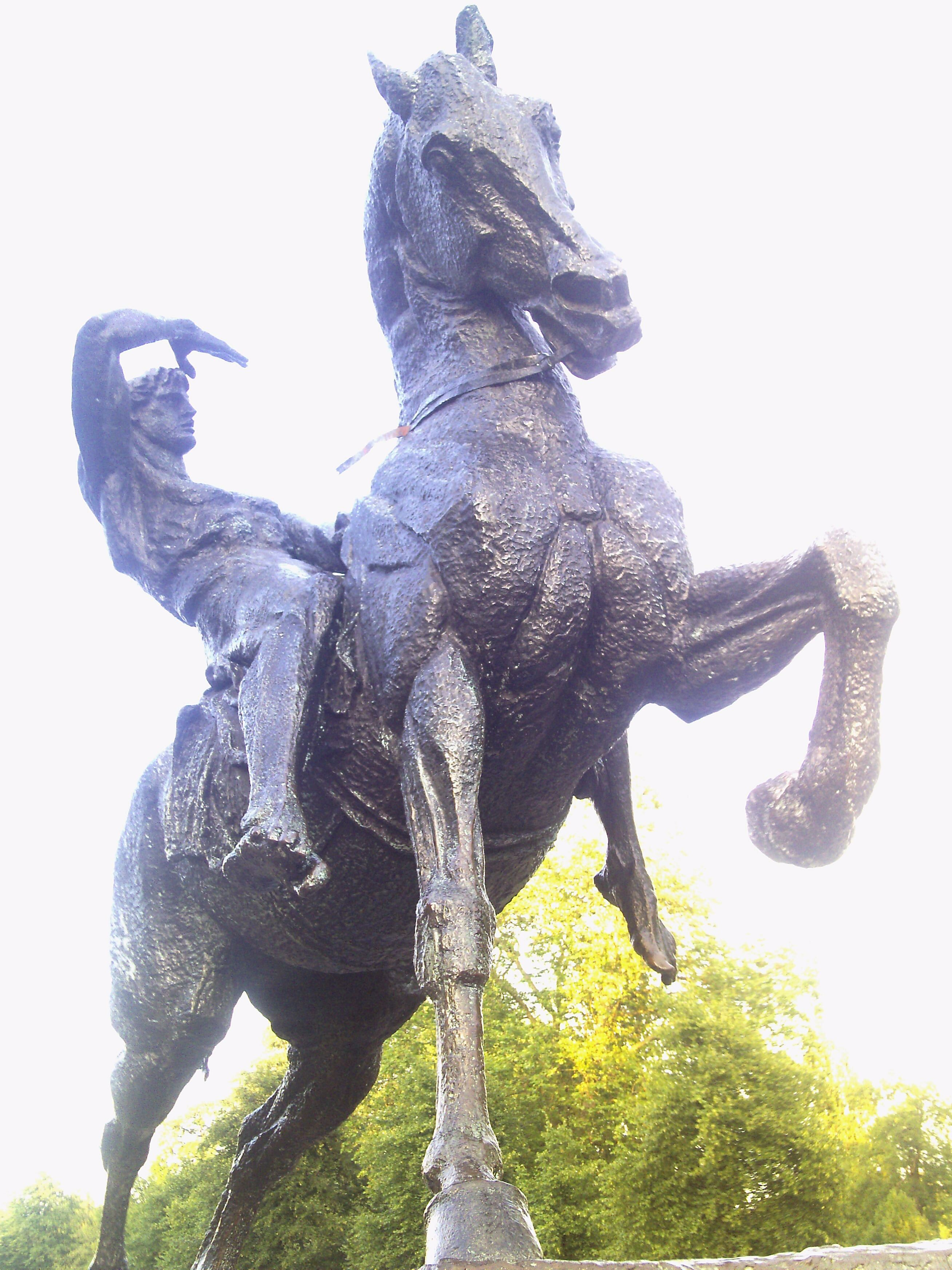
Watts' Psysical Energy, in Kensington Gardens

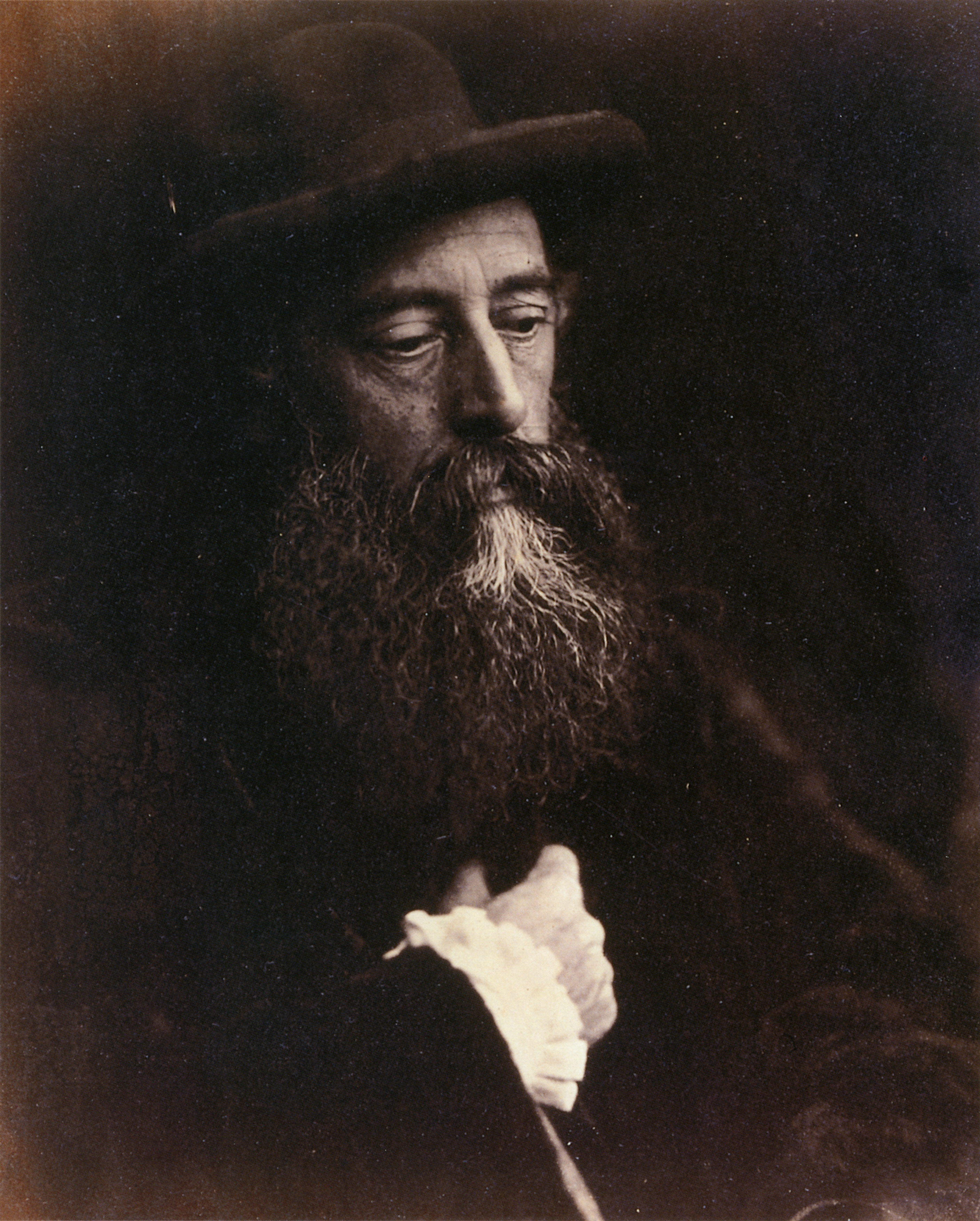
Watts, 1864, door Cameron

Watts groeide in deze tijd uit tot een van de meest populaire kunstschilders in Engeland, niet alleen door zijn classicistische historische werken, maar vooral ook om zijn portretten van bekende persoonlijkheden, zoals de dichter Alfred Tennyson, filosoof John Stuart Mill, premier William Ewart Gladstone en schilder-schrijver John Ruskin. Hij kreeg de bijnaam Engelands “dichter-schilder” te zijn. In 1864 huwde hij de dertig jaar jongere actrice Ellen Terry, die toen net zeven dagen zeventien was en regelmatig model voor hem stond. Een jaar nadien liep het huwelijk echter al vast nadat Watts Terry ervan betichtte hem te bedriegen. De formele scheidingsuitspraak liet nog op zich wachten tot 1877.
In 1870 kocht Watts een huis op de Isle of Wight, waar hij veel werkte met fotografe Julia Margaret Cameron. In die periode kreeg het werk van Watts, onder invloed van Rossetti, steeds meer een mythologisch, prerafaëlitische en allegorisch karakter. Hij kreeg de ene opdracht na de andere en zijn werk was te zien in tal van openbare gebouwen in heel Groot-Brittannië, waaronder het parlementsgebouw en stadhuizen in tal van grote steden.
Vanaf de jaren zeventig nam Watts verder ook de kunst van het beeldhouwen weer op. Zijn bekendste beeldhouwwerk, “Physical Energy” in Kensington Gardens, Londen, stamt van kort voor zijn dood, uit 1902.
Watts hertrouwde in 1886 op 69-jarige leeftijd met de 36-jarige Schotse ontwerpster en keramiekkunstenares Mary Fraser Tytler. Hij was lid van de Royal Academy of Arts, de Royal Society of Portrait Painters, de Pastel Society en de Order of Merit. Hij overleed op 87-jarige leeftijd in Compton. Zijn huis daar is thans een museum. De filantropisch ingestelde Watts liet een belangrijk deel van zijn vermogen na aan de Engelse staat, voor goede doelen.
Werk van Watts is thans te bewonderen in vrijwel alle grotere Britse musea. Veel van zijn portretten bevinden zich in de Londense National Portrait Gallery. Somerville College is ook in het bezit van een van zijn schilderijen.

## Schilderwerken

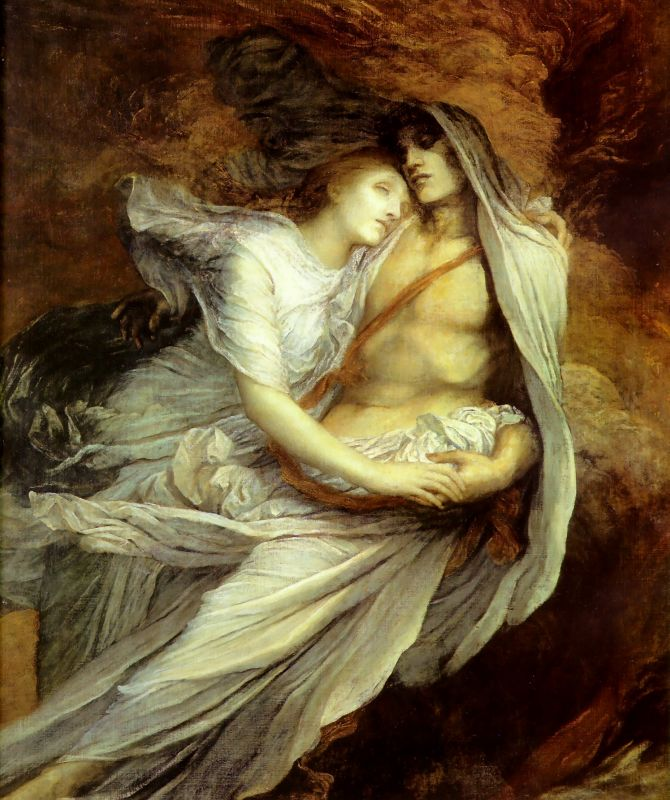
Paolo and Francesca
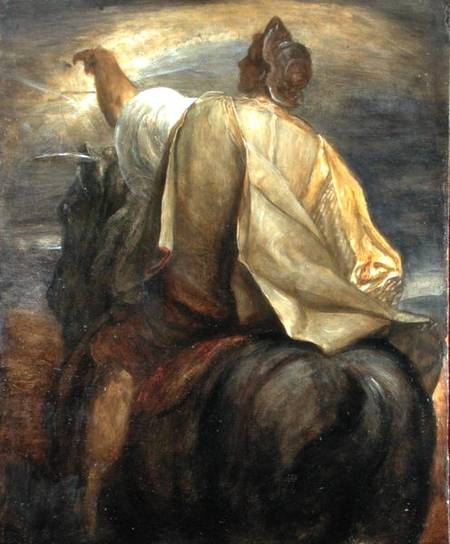
The Four Horsemen of the Apocalypse: the Rider on the Black Horse
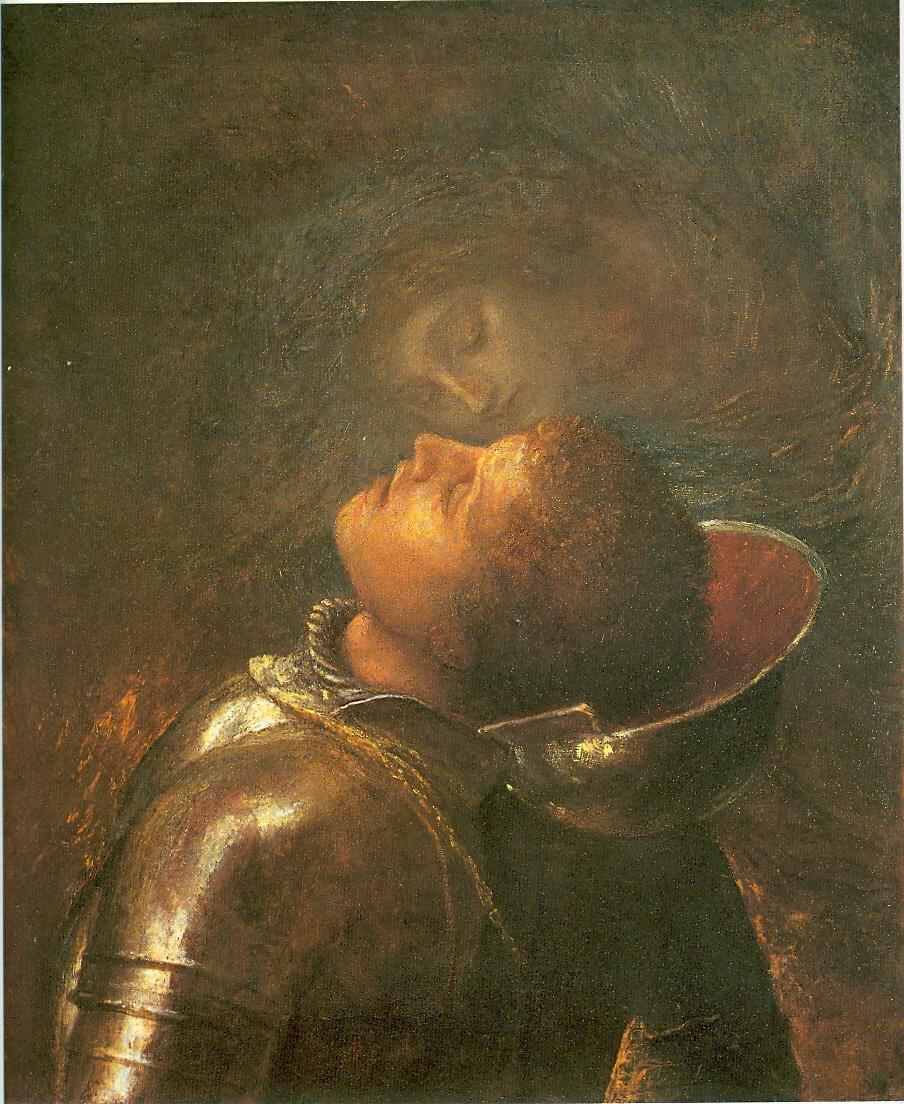
The warrior,
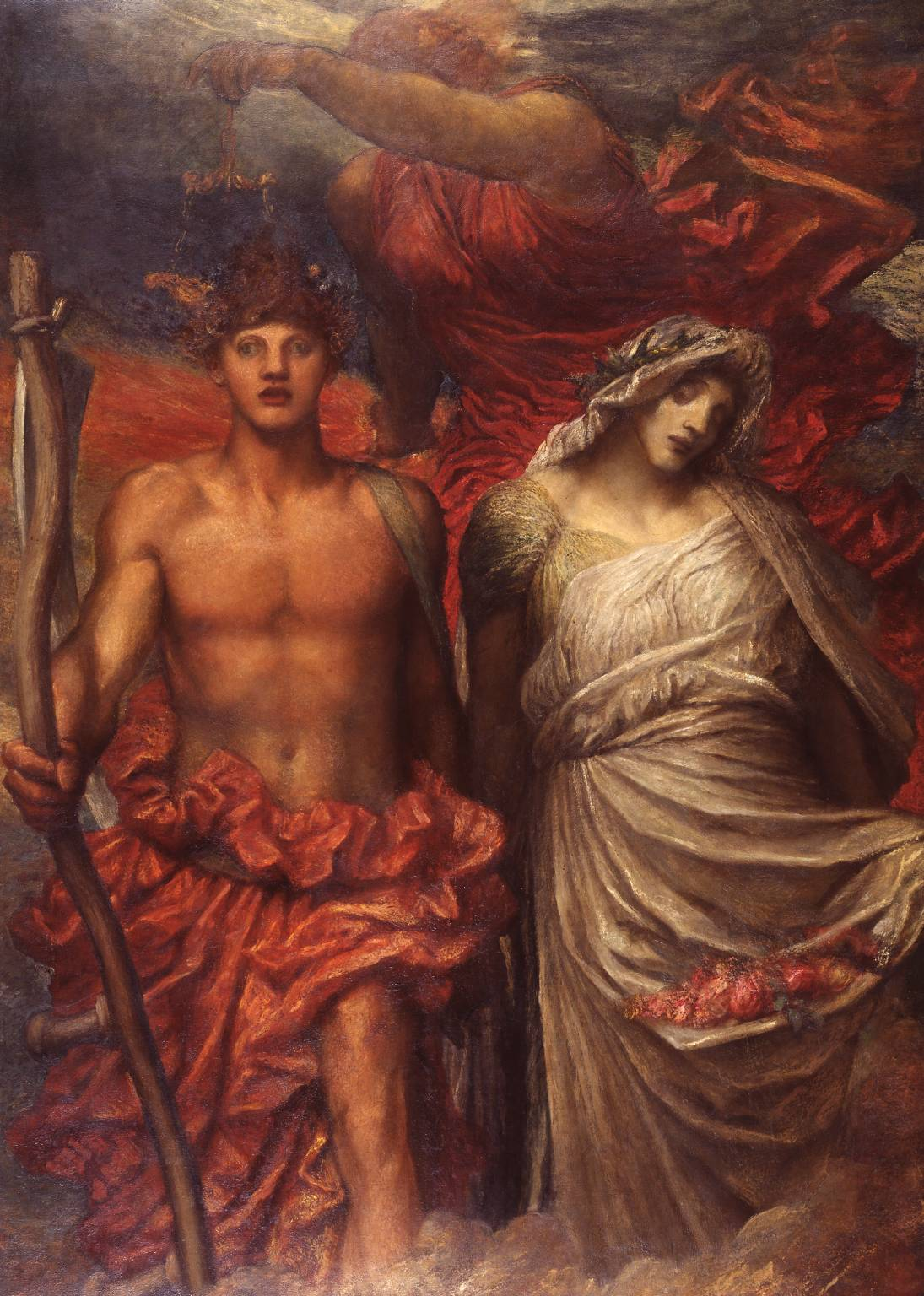
Time Death and Judgement
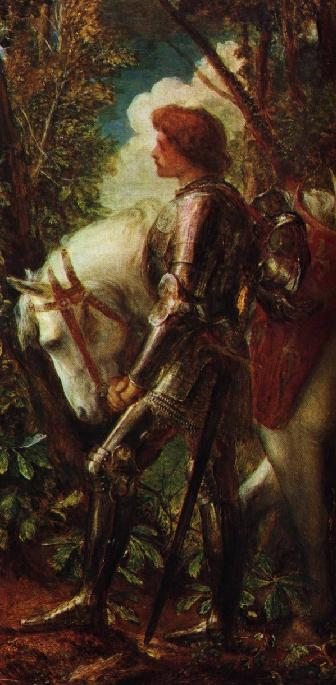
Sir Galahad
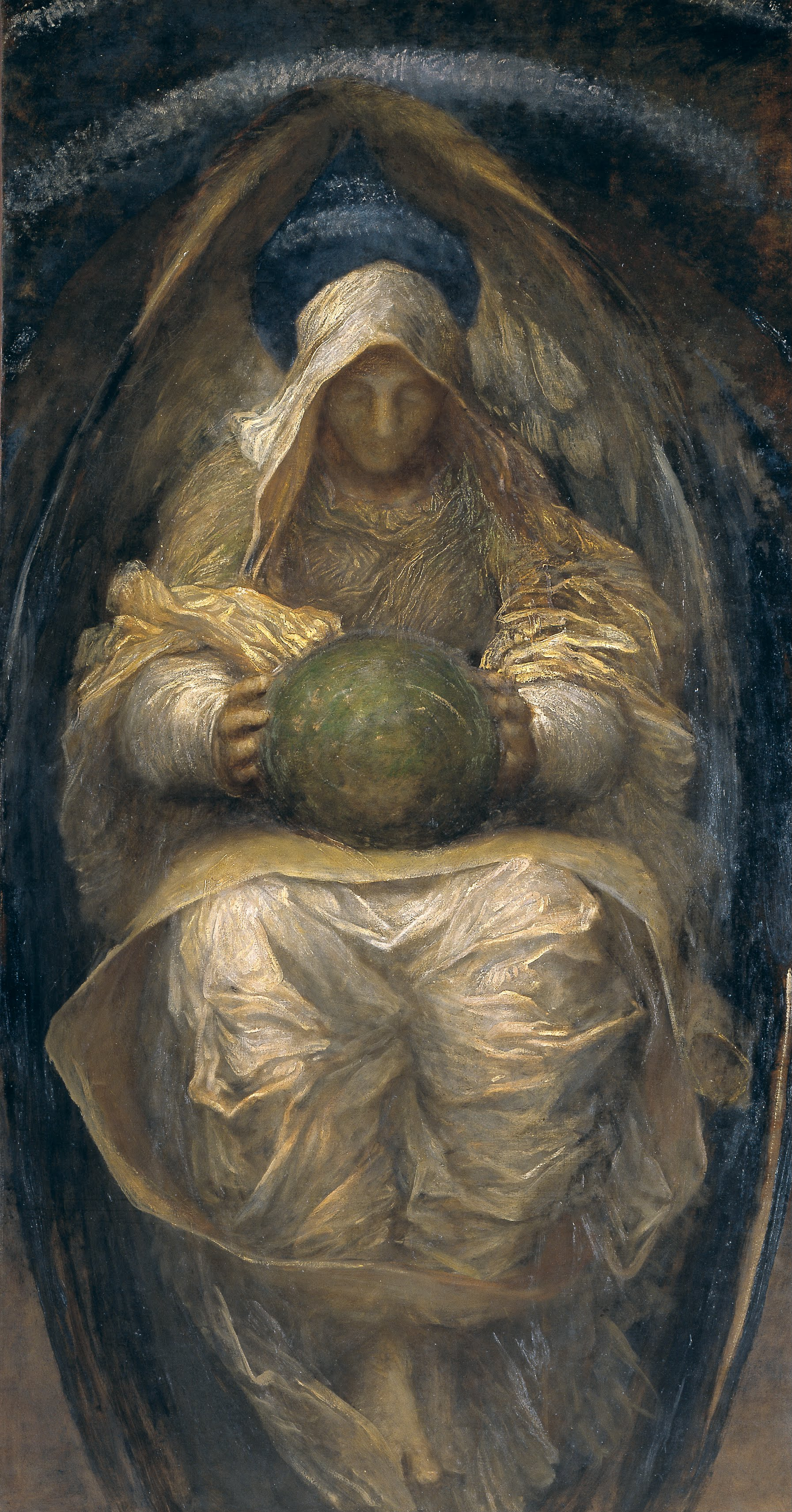
The All-Pervading, 1887
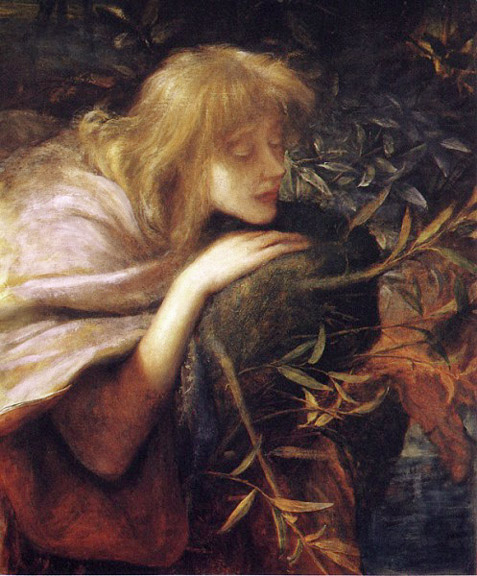
Ophelia, 1864
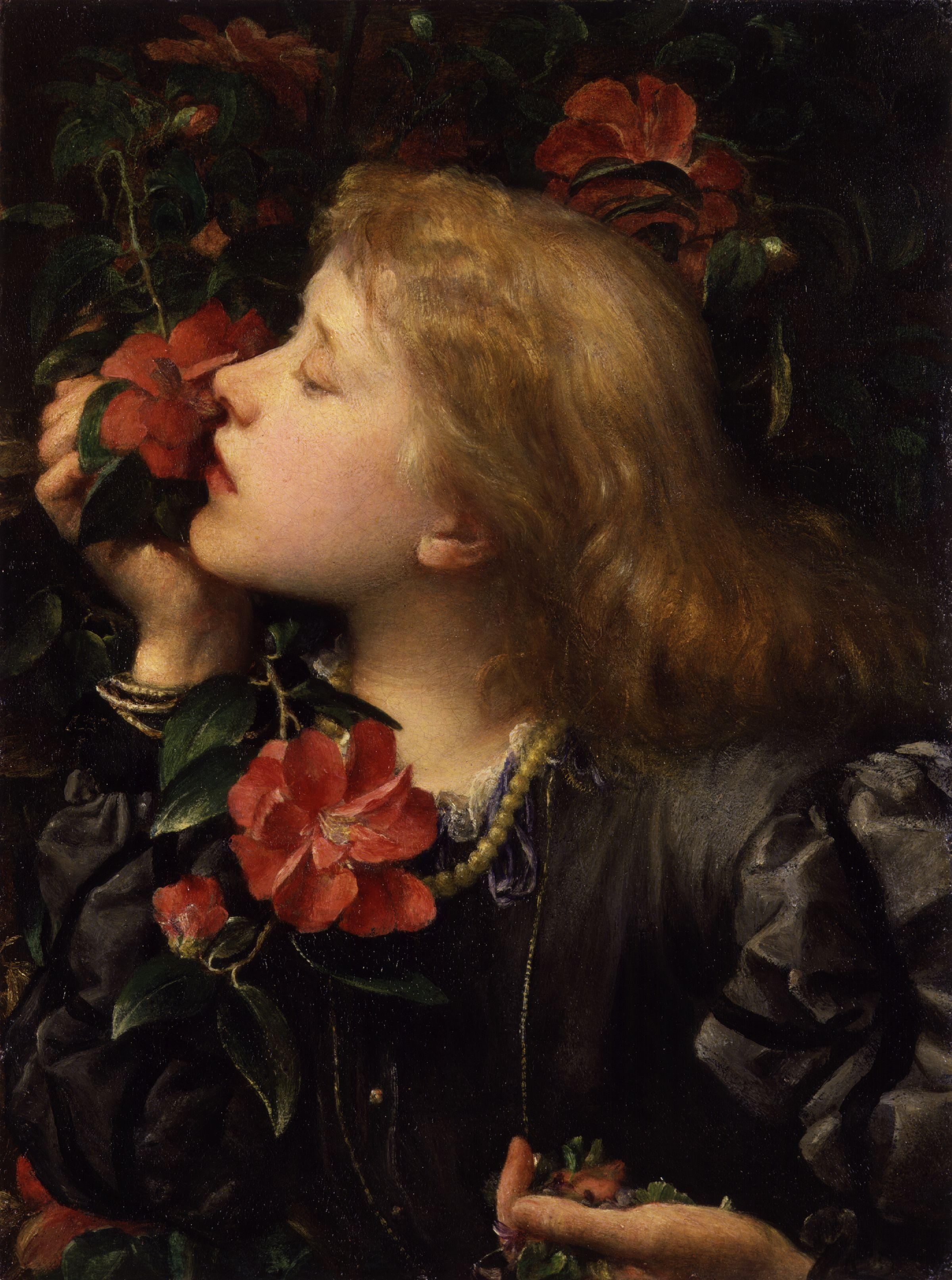
Choosing (Ellen Terry)
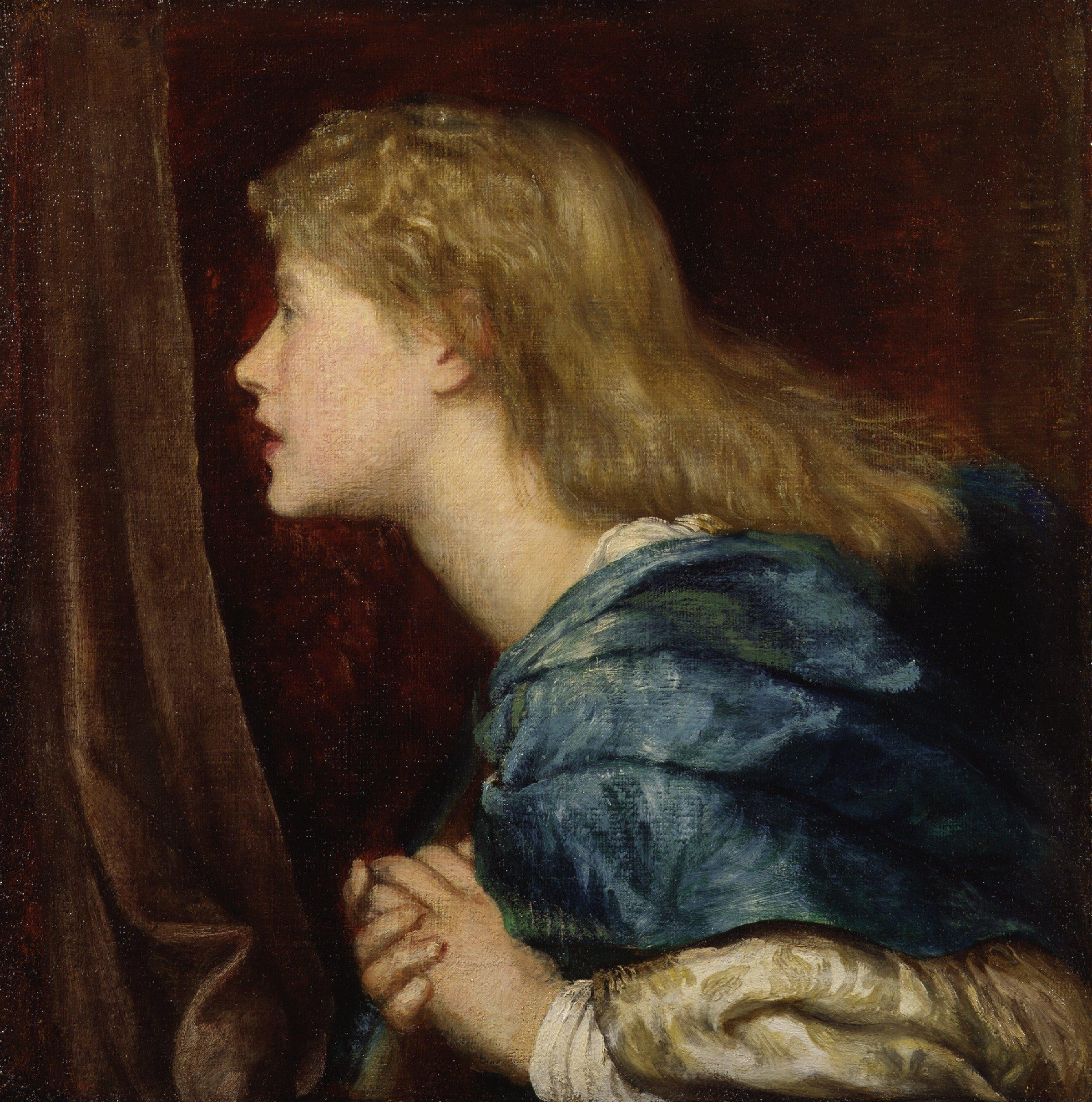
Ellen Terry, 1864
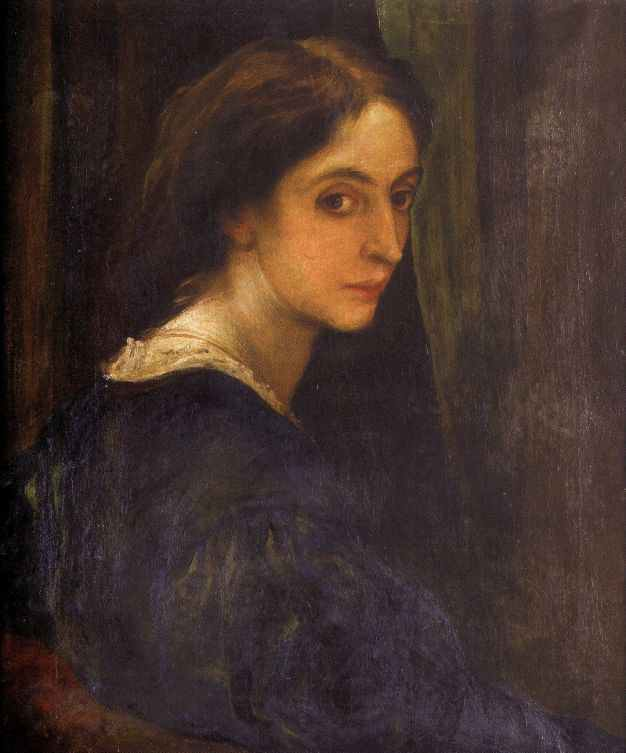
Aglaia Coronio, 1874
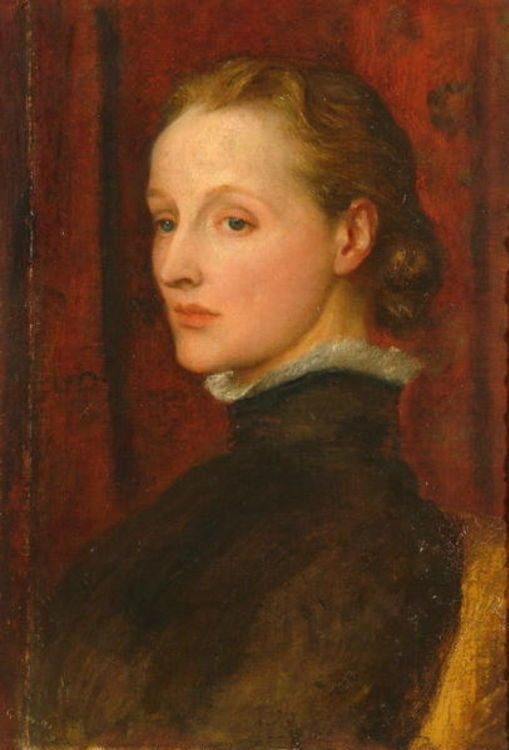
Portrait Of The Artists Wife (Mary)
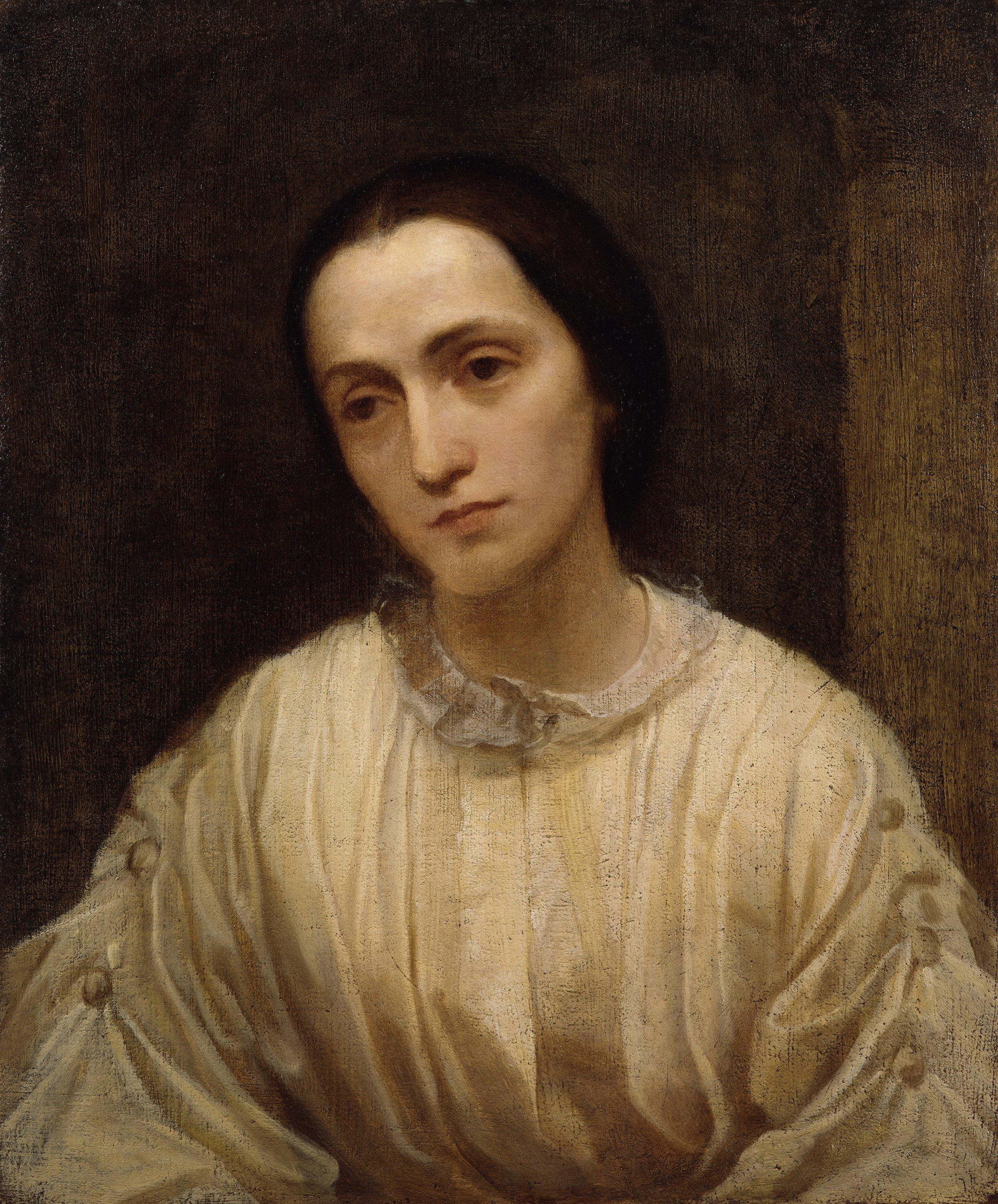
Julia Margaret Cameron
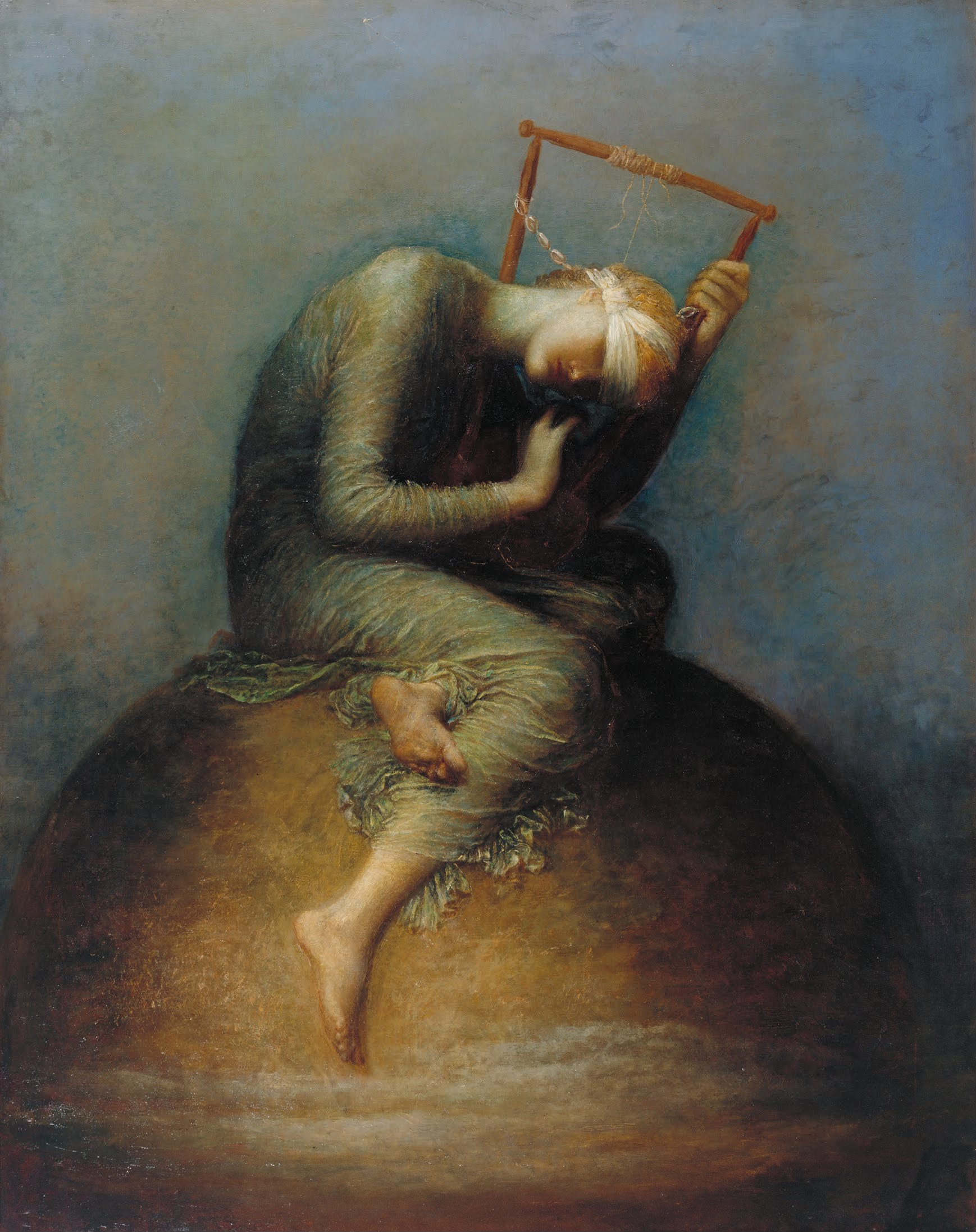
Hope, 1886
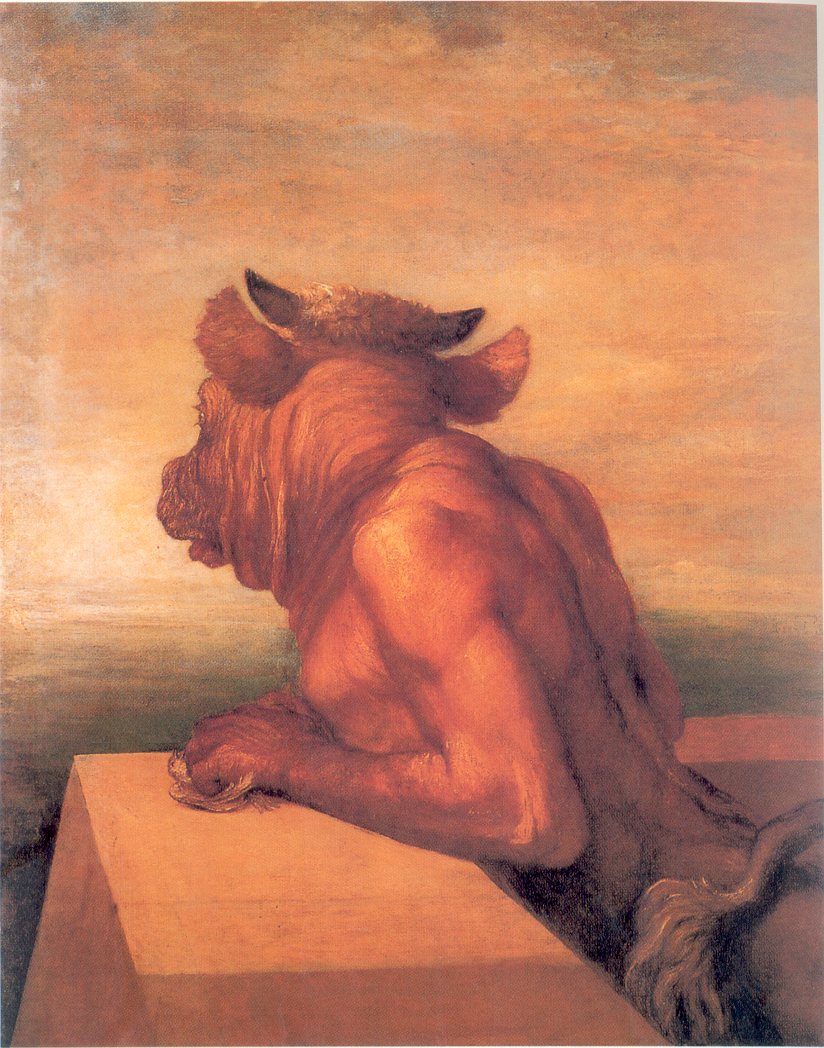
Minotaurus
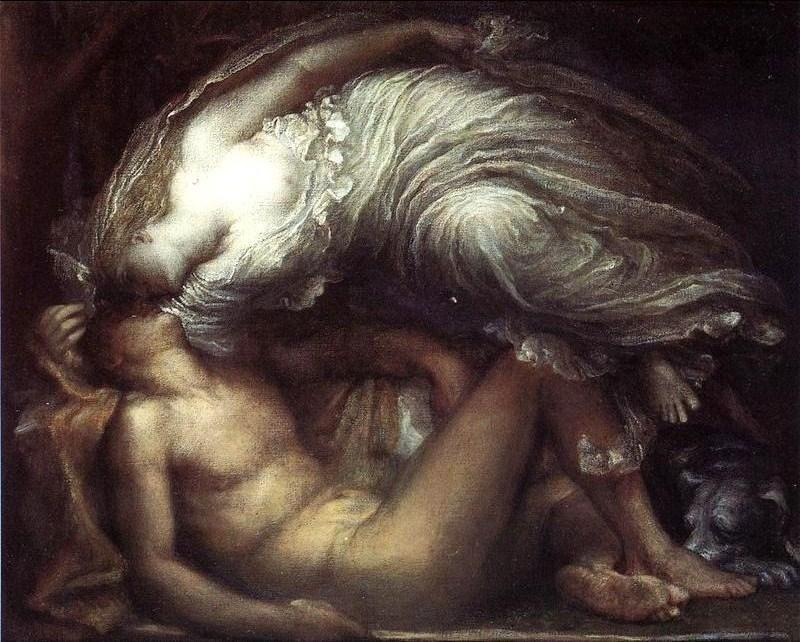
Endymion 1872
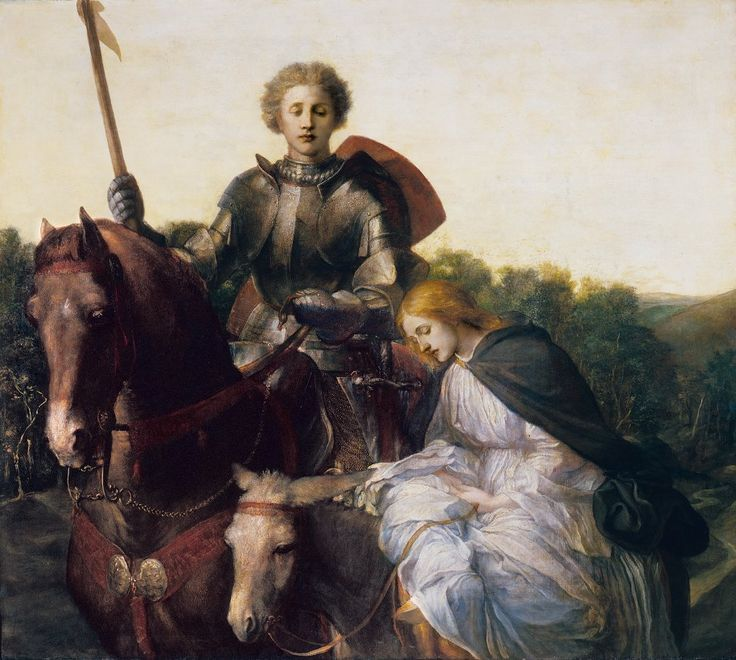
Una and the Red Cross Knight
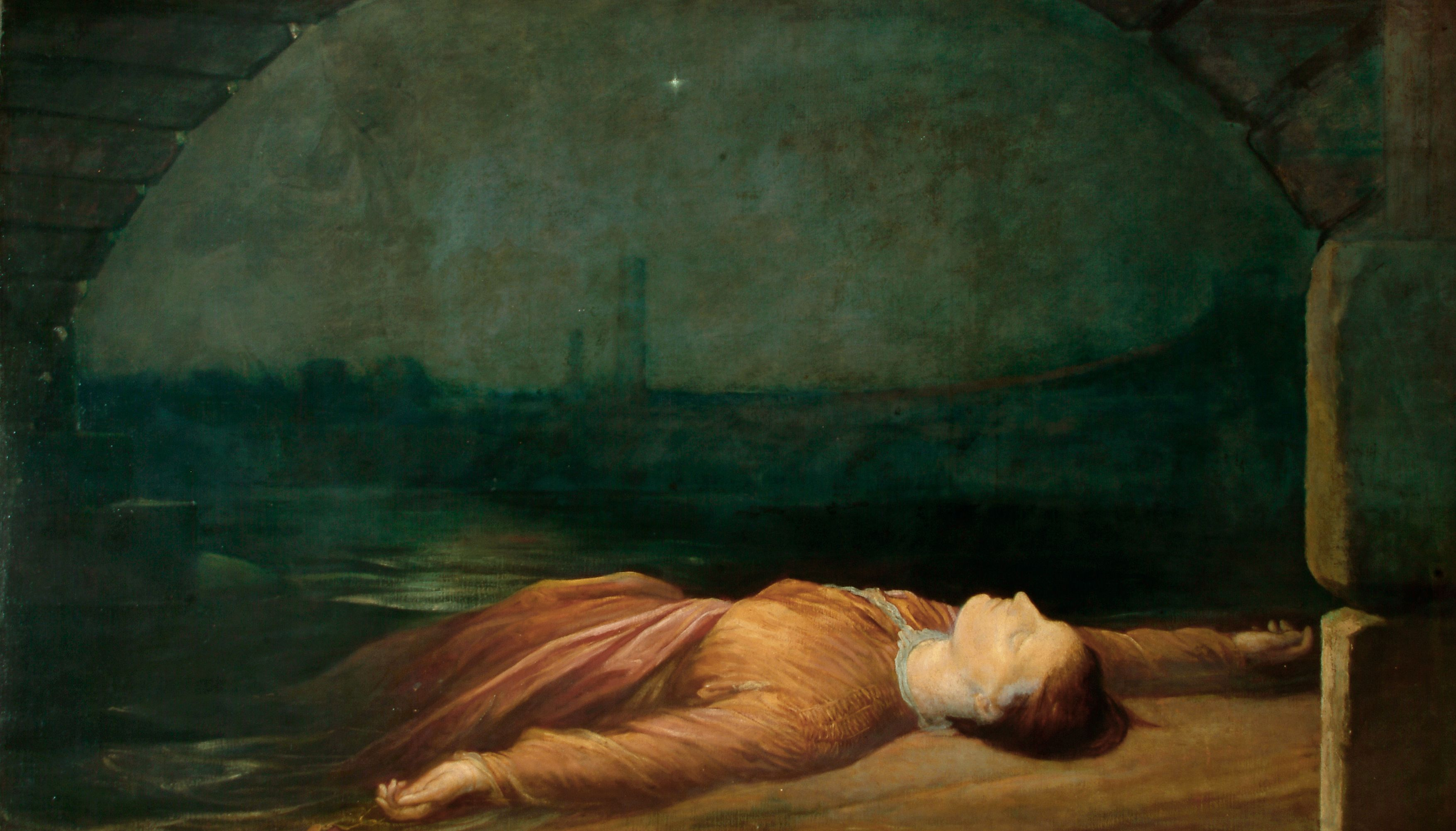
Found drowned, 1867
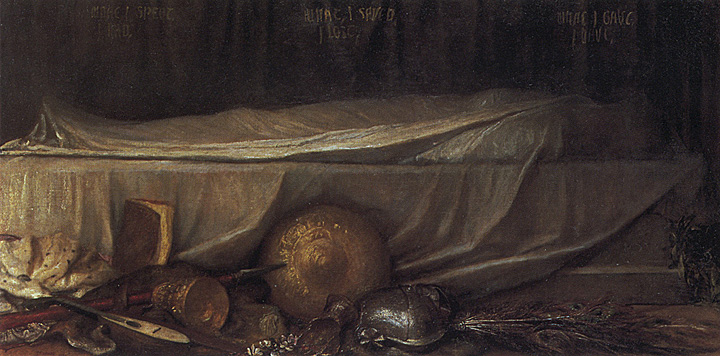
Sic Transit, 1890